# Illig Packaging Solutions
Die Illig Packaging Solutions GmbH ist ein deutscher Hersteller von Maschinen und Werkzeugen für das Thermoformen. Sitz des Unternehmens ist Heilbronn.

## Geschichte
Das Unternehmen geht auf eine 1946 von Adolf Illig gegründete kleine Reparaturwerkstätte zurück. Im Jahr 1948 entwickelte Illig mit einer Säulenbohrmaschine sein erstes eigenes Produkt. Ab 1952 stellte Illig im Auftrag des Heilbronner Unternehmens Passat Maschinenbau Wäschetrockner her. Die gesammelte Erfahrung aus dem Bau von Wäschetrocknern veranlasste Illig zur Entwicklung der ersten eigenen Thermoformmaschine mit dem Modellnamen UA 100. Das nachfolgende Modell R 650 war 1960 der weltweit erste von der Rolle arbeitende Vakuumformautomat zur Verarbeitung von vorbedruckter Folie für die Herstellung von dekorierten Deckeln. Bis 1961 beschäftigte das Unternehmen bereits 160 Mitarbeiter. Die Mitarbeiterzahl stieg bis 1967 auf 480 Angestellte. Im selben Jahr wurde die Fertigung von Wäschetrocknern endgültig eingestellt, um die freiwerdenden Produktionskapazitäten für die Fertigung von Thermoformmaschinen nutzen zu können. Mit Illig France wurde 1976 die erste Auslandsniederlassung des Unternehmens gegründet.
Am 9. April 2024 stimmte das zuständige Amtsgericht dem Antrag auf ein Insolvenzverfahren in Eigenverwaltung zu. Im August desselben Jahres übernahm der deutsche Mittelstandinvestor Orlando Capital das Unternehmen. Die zerspanende Fertigung wurde geschlossen und 200 Mitarbeiter entlassen.